# Sauce samouraï
Pour les articles homonymes, voir Samouraï (homonymie).

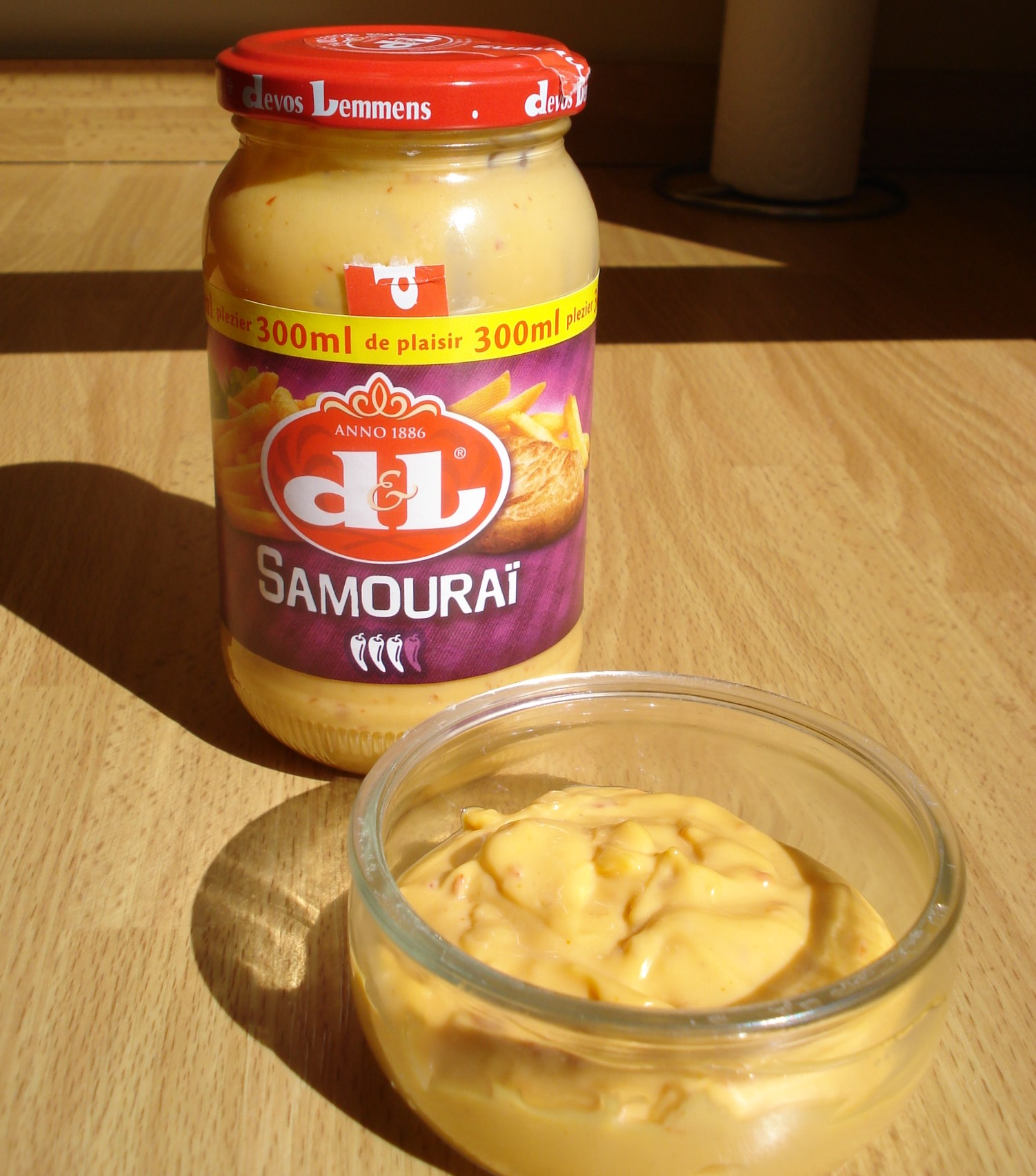
Sauce samouraï.

La sauce samouraï est une sauce belge (à ne pas confondre avec la sauce algérienne), assez relevée, servie traditionnellement avec des frites. Elle n'est pas, comme son nom pourrait le faire croire, originaire du Japon.
Il s'agit d'un mélange de mayonnaise, de ketchup et de sambal ulek (pâte de piments indonésienne) ou de harissa.
Cette sauce acquiert une notoriété singulière en 2011 quand les protagonistes du film Les Tuche en font leurs délices.